# 중천왕
중천왕(中川王, 224년 ~ 270년 음력 10월, 재위 : 248년 음력 9월 ~ 270년 음력 10월)은 고구려의 제12대 국왕이다. 이름은 연불(然弗)이며 동천왕의 아들이다. 중양왕(中壤王)이라고도 한다.
중천왕대 위의 침공이 있자 5천의 정예기병을 선발하여 양맥의 골짜기에서 싸워 쳐부수고 8천여 명의 목을 베는 성과를 거두는 등 통합된 고구려의 힘을 과시하였다.

## 생애
중천왕은 외모가 준수하고 뛰어나며 지략이 있었다. 243년에 태자가 되었고, 248년에 왕위에 올랐다. 같은 해 음력 11월에 동생 예물(預物)과 사구(奢句) 등이 모반하였다가 처형되었다. 250년 국상(國相)의 권한을 확대하여 수도와 지방의 군권까지 겸하게 하였다. 251년에 측실 관나부인(貫那夫人)이 왕후 연씨(椽氏)를 시기하여 모함을 하자 왕이 분노하여 관나부인을 가죽 주머니에 넣어 바다에 수장하는 처벌을 하였다. 254년에는 국상 명림어수(明臨於漱)가 죽어 음우(陰友)를 국상으로 삼았으며, 255년에 왕자 약로(藥盧)를 태자로 삼았다. 259년 위나라 장군 울지해(尉遲楷)가 군사를 이끌고 쳐들어 오자 왕이 기병 5천 명을 이끌고 양맥(梁貊)에서 싸워서 이들을 무찌르고 8천여 명을 목베었다. 260년에는 시조묘에 제사하였으며 270년에 서거하여 중천지원(中川之原)에 장사지냈다.

## 가족 관계
- 아버지 : 동천왕(東川王, 209~248) - 제11대 국왕
- 어머니 : 미상
  - 왕비 : 왕후 연씨(王后 椽氏) - 연나부(椽那部) 출신으로 추정된다.
    - 아들 : 이름 미상 - 중천왕의 맏아들로 자세한 기록은 없다. 서천왕이 둘째 아들이라는 기록으로 존재를 알 수 있을 뿐이다.
    - 아들 : 서천왕(西川王, ?~292) - 제13대 국왕
    - 아들 : 고달가(高達賈, ?~292) - 안국군(安國君)으로 책봉되고, 280년에 숙신을 정벌하였다. 인덕이 많아 따르는 사람이 많았으나, 이 때문에 조카 봉상왕(烽上王)에게 시기를 당했다. 292년에 왕위에 오른 봉상왕에게 살해되었다.
    - 아들 : 고일우(高逸友, ?~286) - 286년에 모반을 획책하기 위해 병을 핑계로 지방을 돌아다니며 세력을 모은다. 서천왕이 그들을 국상에 임명한다는 명을 듣고 도성인 평양으로 찾아갔으나, 서천왕에게 살해당하였다.
    - 아들 : 고소발(高素勃, ?~286) - 일우와 같이 세력을 모아 모반을 획책하려했다 하여 서천왕에게 살해당하였다.
    - 공주 : 미상
      - 사위 : 명림홀도(明臨笏覩) - 연나부 출신으로 256년에 중천왕의 사위가 되었다.

    - 후궁 : 관나부인(貫那夫人, ?~251) - 관나부(貫那部) 출신으로 중천왕의 측실이다. 왕후 연씨를 투기하여 모함을 하였다가 들통나 자신이 모함한 방법대로 처형되었다.

## 중천왕을 섬긴 사람들
- 명림어수(明臨於漱)
- 명림홀도(明臨笏覩)
- 음우(陰友)

## 같이 보기
- 백제
  - 고이왕 (234년~286년)
- 신라
  - 첨해 이사금 (247년~261년)
  - 미추 이사금 (261년~284년)
- 가야
  - 거등왕 (199년~253년)
  - 마품왕 (253년~291년)
- 왜
  - 진구황후 (200년~270년)
- 위
  - 조방 (239년~254년)
  - 조모 (254년~260년)
  - 위 원제 (260년~265년)
- 촉한
  - 촉한 유주 (223년~264년)
- 동오
  - 오 태조 대제 (229년~252년)
  - 오 폐제 (252년~258년)
  - 오 경제 (258년~264년)
  - 오 말제 (264년~280년)
- 서진
  - 진 세조 무제 (265년~290년)

| 전 대 동천왕 | 제12대 고구려 국왕 248년 - 270년 | 후 대 서천왕 |

1. ↑  “중천왕”. 《한국민족문화대백과사전》. 한국학중앙연구원. 2025년 5월 20일에 확인함.
2. ↑  중천왕대 고구려의 정치와 시조묘 제사
3. ↑  림재호 (2020년 12월 23일). “[다시보는 우리역사](18) 중천왕과 장발미녀 관나부인”. 《열린순창》.